# Laguna Busch
Laguna Busch är en sjö i Bolivia.   Den ligger i departementet Potosí, i den södra delen av landet, 400 km sydväst om huvudstaden Sucre. Laguna Busch ligger 4 537 meter över havet. Arean är 20,6 kvadratkilometer. Den sträcker sig 4,3 kilometer i nord-sydlig riktning, och 7,9 kilometer i öst-västlig riktning.
Trakten runt Laguna Busch är ofruktbar med lite eller ingen växtlighet. Trakten runt Laguna Busch är nära nog obefolkad, med mindre än två invånare per kvadratkilometer.